# علم النفس الحسابي
علم النفس الرياضي هو نهج للبحث النفسي يعتمد على النمذجة الرياضية للعمليات الإدراكية والفكرية والمعرفية والحركية، وعلى إنشاء قواعد شبيهة بالقانون تربط خصائص التحفيز القابلة للقياس الكمي بالسلوك القابل للقياس الكمي (في الممارسة العملية غالبًا ما يتكون من أداء المهام). يتم استخدام المنهج الرياضي بهدف استخلاص فرضيات أكثر دقة وبالتالي تؤدي إلى تحقق تجريبي أكثر صرامة. هناك خمسة مجالات بحثية رئيسية في علم النفس الرياضي: التعلم والذاكرة، والإدراك والفيزياء النفسية، والاختيار واتخاذ القرار، واللغة والتفكير والقياس.
على الرغم من أن علم النفس، باعتباره موضوعًا مستقلاً للعلوم، هو تخصص أحدث من الفيزياء، فقد تم تطبيق الرياضيات على علم النفس على أمل محاكاة نجاح هذا النهج في العلوم الفيزيائية، والذي يعود تاريخه إلى عام على الأقل القرن السابع عشر. تُستخدم الرياضيات في علم النفس على نطاق واسع تقريبًا في مجالين: الأول هو النمذجة الرياضية للنظريات النفسية والظواهر التجريبية، مما يؤدي إلى علم النفس الرياضي، والآخر هو النهج الإحصائي لممارسات القياس الكمي في علم النفس، والذي يؤدي إلى القياسات النفسية.
وبما أن القياس الكمي للسلوك أمر أساسي في هذا المسعى، فإن نظرية القياس هي موضوع رئيسي في علم النفس الرياضي. لذلك يرتبط علم النفس الرياضي ارتباطًا وثيقًا بالقياسات النفسية. ومع ذلك، عندما تهتم القياسات النفسية بالفروق الفردية (أو التركيبة السكانية) في المتغيرات الثابتة في الغالب، يركز علم النفس الرياضي على نماذج العمليات الخاصة بالعمليات الإدراكية والمعرفية والحركية كما يتم استنتاجها من "الفرد العادي". علاوة على ذلك، حيث تبحث القياسات النفسية في بنية الاعتماد العشوائي بين المتغيرات كما لوحظ في السكان، يركز علم النفس الرياضي بشكل حصري تقريبًا على نمذجة البيانات التي تم الحصول عليها من النماذج التجريبية، وبالتالي فهو أكثر ارتباطًا بعلم النفس التجريبي، وعلم النفس المعرفي، وعلم النفس النفسي. مثل علم الأعصاب الحسابي والاقتصاد القياسي، غالبًا ما تستخدم نظرية علم النفس الرياضي المثالية الإحصائية كمبدأ توجيهي، على افتراض أن الدماغ البشري قد تطور لحل المشكلات بطريقة مثالية. تعتبر المواضيع المركزية من علم النفس المعرفي (على سبيل المثال، قدرة المعالجة المحدودة مقابل غير المحدودة، والمعالجة التسلسلية مقابل المعالجة المتوازية) وآثارها مركزية في التحليل الدقيق في علم النفس الرياضي.
ينشط علماء النفس الرياضي في العديد من مجالات علم النفس، وخاصة في الفيزياء النفسية، والإحساس والإدراك، وحل المشكلات، واتخاذ القرار، والتعلم، والذاكرة، واللغة، والتحليل الكمي للسلوك، ويساهمون في عمل المجالات الفرعية الأخرى لعلم النفس مثل علم النفس السريري، وعلم النفس الاجتماعي، وعلم النفس التربوي، وعلم نفس الموسيقى.

## التاريخ

### الرياضيات وعلم النفس قبل القرن التاسع عشر
تعود جذور نظرية الاختيار واتخاذ القرار إلى تطور نظرية الاحتمالات. في منتصف القرن السابع عشر، نظر بليز باسكال في مواقف المقامرة وامتد إلى رهان باسكال. في القرن الثامن عشر، اقترح نيكولاس برنولي مفارقة سانت بطرسبرغ في اتخاذ القرار، وقدم دانييل برنولي حلاً، واقترح لابلاس تعديلاً على الحل لاحقًا. في عام 1763، نشر بايز مقالة بعنوان "مقالة نحو حل مشكلة في عقيدة الفرص"، والتي تعد علامة بارزة في الإحصاءات البايزية.
عمل روبرت هوك على نمذجة الذاكرة البشرية، وهي مقدمة لدراسة الذاكرة.

### الرياضيات وعلم النفس في القرن التاسع عشر
جعلت التطورات البحثية في ألمانيا وإنجلترا في القرن التاسع عشر من علم النفس موضوعًا أكاديميًا جديدًا. وبما أن المنهج الألماني أكد على التجارب في التحقيق في العمليات النفسية التي يشترك فيها جميع البشر وكان المنهج الإنجليزي في قياس الفروق الفردية، فقد اختلفت تطبيقات الرياضيات أيضًا.
في ألمانيا، أنشأ فيلهلم فونت أول مختبر لعلم النفس التجريبي. يتم تطبيق الرياضيات في علم النفس الألماني بشكل رئيسي في الفيزياء الحسية والنفسية. ابتكر إرنست فيبر (1795–1878) أول قانون رياضي للعقل، وهو قانون فيبر، استنادًا إلى مجموعة متنوعة من التجارب. ساهم غوستاف فيشنر (1801-1887) بنظريات في الأحاسيس والتصورات وأحدها قانون فيشنر الذي يعدل قانون فيبر.
تتمتع النمذجة الرياضية بتاريخ طويل في علم النفس بدءًا من القرن التاسع عشر حيث كان إرنست ويبر (1795-1878) وغوستاف فيشنر (1801-1887) من بين أول من طبق المعادلات الوظيفية على العمليات النفسية. وبذلك أسسوا مجالات علم النفس التجريبي بشكل عام، ومجال الفيزياء النفسية بشكل خاص.
كان الباحثون في علم الفلك في القرن التاسع عشر يرسمون خرائط للمسافات بين النجوم من خلال الإشارة إلى الوقت الدقيق لمرور النجم على التلسكوب. ولعدم توفر أدوات التسجيل الآلي في العصر الحديث، اعتمدت قياسات الوقت هذه بشكل كامل على سرعة استجابة الإنسان. وقد لوحظ أن هناك اختلافات منهجية صغيرة في الأوقات التي تم قياسها من قبل علماء الفلك المختلفين، وقد تمت دراستها بشكل منهجي لأول مرة من قبل عالم الفلك الألماني فريدريش بيسل (1782-1846). قام بيسل ببناء معادلات شخصية من قياسات سرعة الاستجابة الأساسية التي من شأنها أن تلغي الفروق الفردية من الحسابات الفلكية. بشكل مستقل، قام الفيزيائي هيرمان فون هيلمهولتز بقياس أوقات رد الفعل لتحديد سرعة التوصيل العصبي، وطور نظرية الرنين للسمع ونظرية يونغ هيلمهولتز لرؤية الألوان.
تم الجمع بين هذين الخطين من العمل في البحث الذي أجراه عالم وظائف الأعضاء الهولندي إف سي دوندرز وطالبه جي جي دي جاغر، اللذين أدركا إمكانية أوقات رد الفعل في تحديد مقدار الوقت المطلوب للعمليات العقلية الأولية بشكل أو بآخر. تصور دوندرز توظيف الكرونومتر العقلي الخاص به لاستنتاج عناصر النشاط المعرفي المعقد علميًا عن طريق قياس زمن رد الفعل البسيط.
على الرغم من وجود تطورات في الإحساس والإدراك، إلا أن يوهان هيربارت طور نظامًا من النظريات الرياضية في المجال المعرفي لفهم العملية العقلية للوعي.
يمكن إرجاع أصل علم النفس الإنجليزي إلى نظرية التطور لداروين. لكن ظهور علم النفس الإنجليزي يرجع إلى فرانسيس جالتون الذي اهتم بالفروق الفردية بين البشر في المتغيرات النفسية. الرياضيات في علم النفس الإنجليزي هي في الأساس إحصائيات وعمل جالتون وأساليبه هي أساس القياس النفسي.
قدم جالتون التوزيع الطبيعي ثنائي المتغير في نمذجة سمات الفرد نفسه، كما قام بالتحقيق في خطأ القياس وبنى نموذجه الخاص، كما طور أيضًا عملية تفرع عشوائية لفحص انقراض أسماء العائلات. هناك أيضًا تقليد للاهتمام بدراسة الذكاء في علم النفس الإنجليزي بدأ من جالتون. قام جيمس ماكين كاتيل وألفريد بينيه بتطوير اختبارات الذكاء.
تم إنشاء أول مختبر نفسي في ألمانيا على يد فيلهلم فونت، الذي استخدم أفكار دوندرز بشكل واسع. ومع ذلك، كان من الصعب تكرار النتائج التي جاءت من المختبر، وسرعان ما يُعزى ذلك إلى طريقة الاستبطان التي قدمها فونت. بعض المشاكل نتجت عن الفروق الفردية في سرعة الاستجابة التي وجدها علماء الفلك. على الرغم من أن وندت لم يبدو مهتمًا بهذه الاختلافات الفردية وحافظ على تركيزه على دراسة العقل البشري العام، إلا أن طالب وندت الأمريكي جيمس ماكين كاتيل كان مفتونًا بهذه الاختلافات وبدأ العمل عليها أثناء إقامته في إنجلترا.
أدى فشل طريقة وندت في الاستبطان إلى ظهور مدارس فكرية مختلفة. تم توجيه مختبر فونت نحو التجربة الإنسانية الواعية، وذلك تماشيًا مع عمل فيشنر وويبر حول شدة المحفزات. وفي المملكة المتحدة، وتحت تأثير التطورات الأنثروبومترية التي قادها فرانسيس جالتون، انصب الاهتمام على الفروق الفردية بين البشر في المتغيرات النفسية، وذلك تماشيًا مع أعمال بيسل. وسرعان ما تبنى كاتيل أساليب جالتون وساعد في إرساء أسس القياس النفسي.

## المرادفات
المصطلح هو ترجمة للمصطلح الإنكليزي Mathematical Psychology. ونفس المصطلح يمكن أن يترم إلى: «علم النفس الرياضياتي» أو «السيكولوجية الإحصائية».

## للإستزادة
- علم نفس
- قائمة مجالات علم النفس
- قائمة مؤسسات علم النفس
- قائمة علماء النفس
- قائمة العلاجات النفسية
- قائمة لائحة منشورات علم النفس
- قائمة طرق الأبحاث
- قائمة مدارس علم النفس
- خط علم النفس الزمني